# HMS Dragon (D35)
HMS Dragon (D35) — ракетний есмінець, четвертий в серії з шести есмінців типу 45 Королівського військово-морського флоту Великої Британії. Есмінець «Типу 45» призначений переважно для зенітної і протиракетної війни з можливою захистом від літаків, безпілотників, а також від протикорабельних ракет.

## Будівництво
Контракт на будівництво серії з шести кораблів було підписано в грудні 2000 року. Будівництво есмінця здійснювала компанія BAE Systems Naval Ships на верфях в Гован (Govan) і Scotstoun на річці Клайд.
Закладка кіля під будівельним номером 1064 відбулася 19 грудня 2005 року в верфі Scotstoun на річці Клайд. До грудня 2007 року носова частина корабля була доставлена на стапель верфі в Гован, де була з'єднана з іншими модулями корабля. 17 листопада 2008 року в 15:00 годині за місцевим часом на верфі Гован був спущений на воду. Хрещеною матір'ю стала місіс Сьюзі Буасьє, дружина віце-адмірала Пола Буасьє, заступника Верховного головнокомандувача флоту і начальника штабу. Оснащення проводилося на верфі в Scotstoun. 5 листопада 2010 року HMS «Dragon» почав 1-й етап заводських ходових випробувань. 20 квітня 2012 року було введено до складу Королівських ВМС Великої Британії. 27 квітня вперше прибув до Ліверпуля, де пробув з візитом три дні. 28 квітня есмінець був відкритий для відвідування.

## Бойова служба

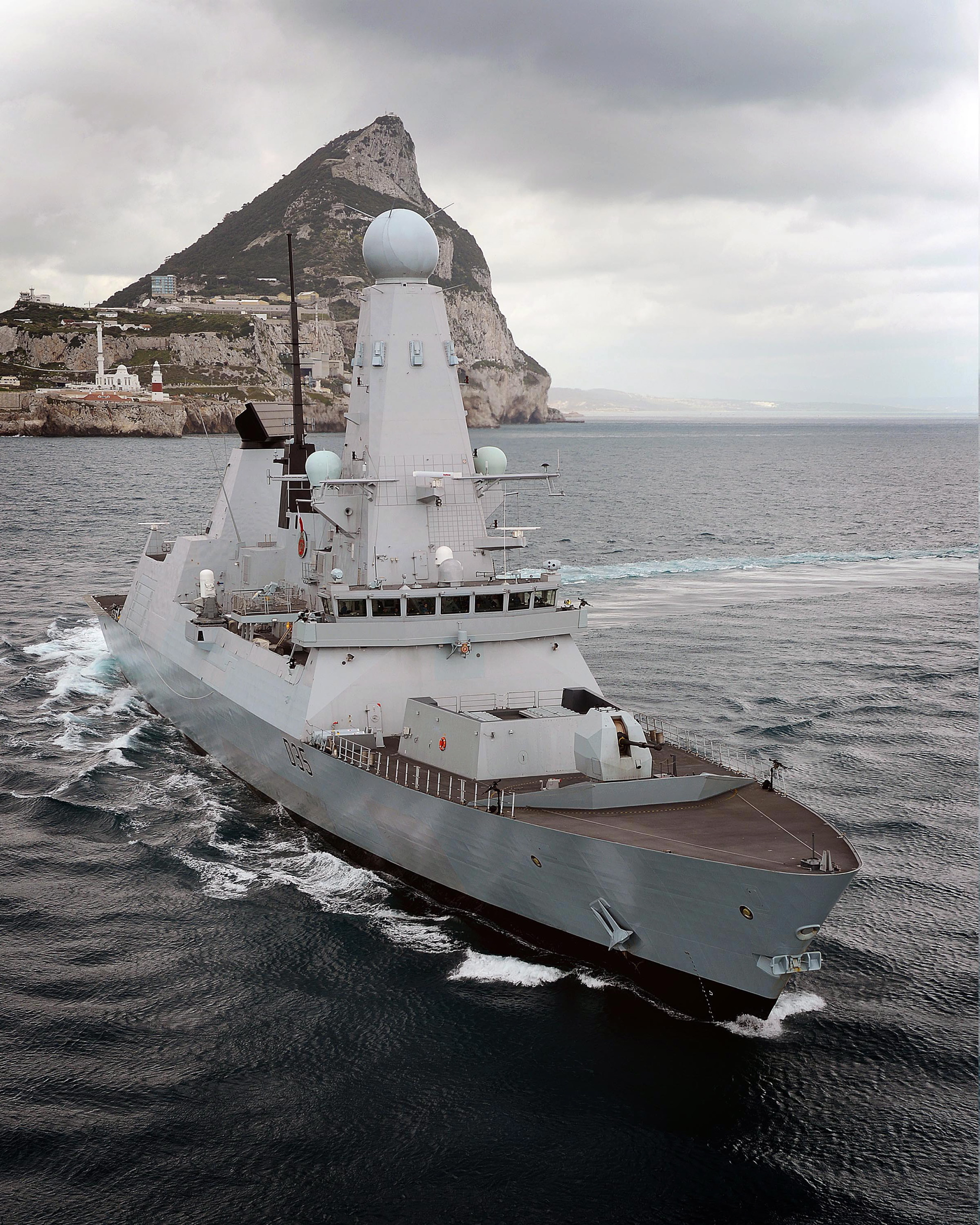
Дракон біля Гібралтару в 2013 році

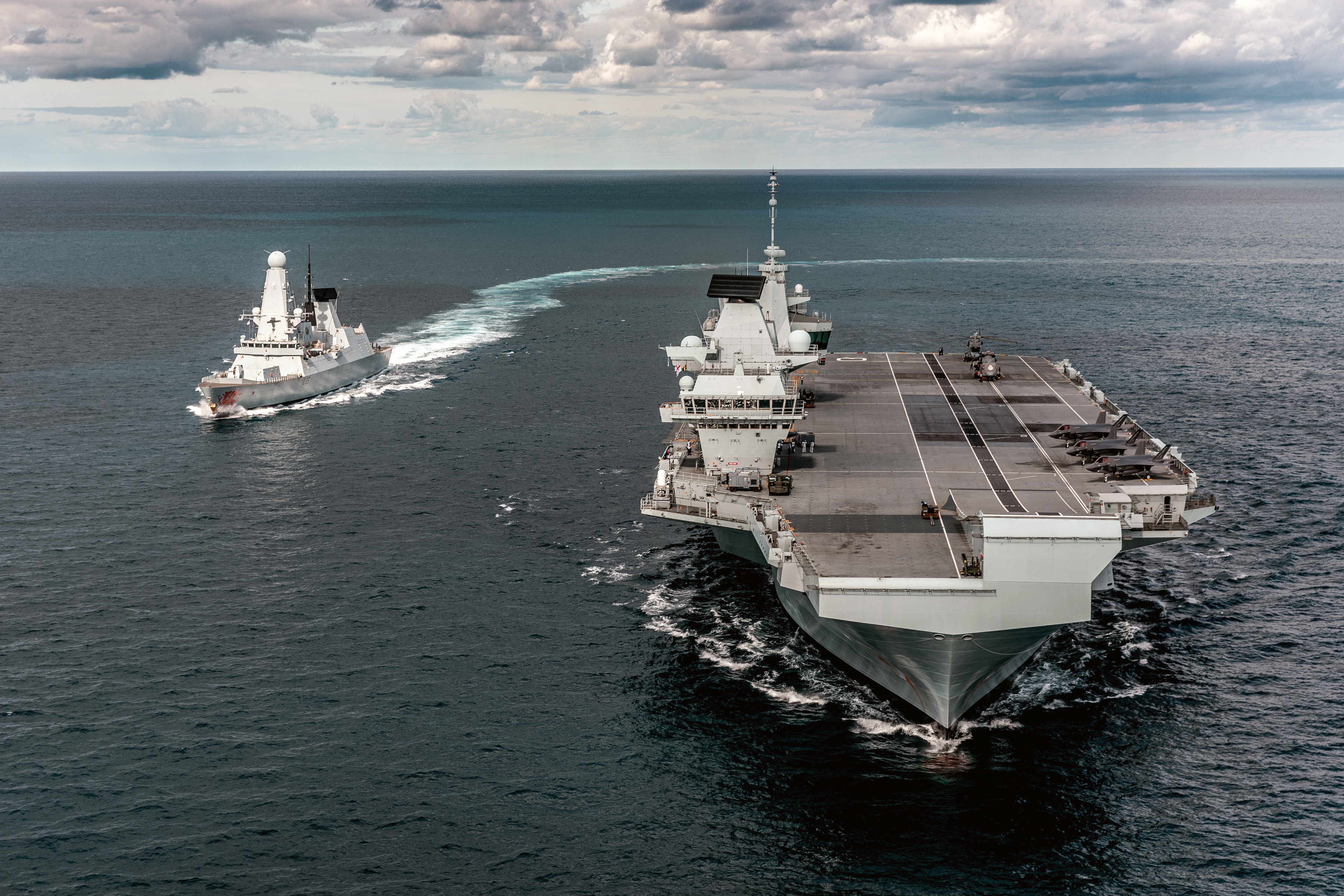
поряд з HMS Королева Єлизавета у 2019 році

У серпні 2013 року перебував в Аравійському морі з групою авіаносця USS «Nimitz» (CVN-68) ВМС США, в якості судна для керування літаком. Також взяв участь в навчальних тренуваннях з кораблями ВМС США в Перській затоці. Після завершення тренувань попрямував в східну частину Середземного моря.
У квітні 2014 року залишив Портсмут і був направлений в район на північ від Шотландії, для відстеження руху російського великого протичовнового корабля «Віце-адмірал Кулаков».
27 жовтня 2014 року вийшов з Портсмута і попрямував в семимісячний похід в Атлантичний океан. За повідомленням від 4 лютого 2015 роки завітав на острів Тристан-да-Кунья, який є одним з найбільш віддалених населених місць на Землі. За повідомленням від 18 березня провів спільні навчання з підводним човном ВМС ПАР.
6 травня 2015 року повернувся до порт приписки Портсмут після шестимісячного розгортання. У жовтні прибув в сухий док верфі компанії BAE Systems на військово-морської бази в Портсмуті для проведення планового докового ремонту. 11 січня 2016 року був проведений доковий спуск на воду. Після проходження всіх випробувань 8 липня повернувся в стрій. Під час ремонту була проведена модернізація зброї, систем зв'язку, інженерних систем, проведено капітальний ремонт керма, проведено оновлення корпусу і багато іншого.
У жовтні 2016 року Драгон був відряджений для відстеження двох російських корветів в Атлантичному океані та Біскайській затоці
11 лютого 2017 року 14:30 за київським часом екіпаж есмінця врятував 14 моряків з аварійного гоночної яхти «Clyde Challenger», яка дрейфувала майже 48 годин в Атлантичному океані.
18 вересня 2018 року залишив порт приписки Портсмут для запланованого розгортання в Перській затоці. 26 листопада 2018 року було оголошено, що Dragon виявив підозрілий човен під час служби на Близькому Сході. Моряки та Королівські морські піхотинці виявили на судні 148 мішків, захованих на борту, в яких було 3048 кг гашишу .
15 березня 2019 року Дракон здійснив вилучення наркотиків: 224 кг героїну з риболовецького судна в Аравійському морі. За час перебування в Аравійському морі екіпаж корабля зробив 8 обшуків на підозрілих судах та вилучила понад 18 тонн наркотиків, це рекорд за кількістю успішних вилучень та загальною вагою наркотиків, вилучених кораблем Королівського флоту на Близькому Сході.
В травні 2021 року під час військових навчань Formidable Shield 2021 відпрацьовував ураження надводних цілей артилерійським озброєнням: 4,5 дюймовою (114 мм), 30 мм гарматами та 20-мм системою Phalanx. При цьому мішень була потоплена після ураження вогнем з гармати головного калібру.

## Відвідання України
4 жовтня 2020 року ввійшов в акваторію Чорного моря. 7 жовтня пришвартувався до 16 причалу пасажирського комплексу Одеського порту. «Dragon» прибув до Одеси після тритижневого патрулювання у складі багатонаціональної ескадри, яка діє біля узбережжя Сирії. Завдання він виконував разом з десантним кораблем HMS «Albion» L14. У відкритому морі корабель зустрічав катер українських Військово-морських сил «Старобільськ».
Відзначається, що на борту есмінця військовослужбовцями Військово-Морських Сил ЗСУ і Сил спеціальних операцій ЗСУ разом з екіпажом британського корабля та інструкторами Багатонаціональної тренувальної місії в Україні Orbital було відпрацьовано кілька демонстративних та тренувальних заходів. Метою цих тренувань була підготовка особового складу за стандартами НАТО, підвищення взаємосумісності та обмін досвідом між країн.
10 жовтня. в акваторії Чорного моря група катерів ВМСУ разом з есмінцем HMS Dragon D35 Королівських ВМС Великої Британії провели спільні тренування типу PASSEX. До навчань, окрім британського есмінця, залучилися малі броньовані артилерійські катери (МБАК типу «Гюрза-М»), патрульний катер типу Island («Айленд»), а також гелікоптер Мі-14 морської авіаційної бригади ВМСУ.
21 листопада 2020 року повернувся в порт приписки Портсмут зі свого осіннього розгортання в Чорному морі і східному Середземномор'ї. Після успішного розгортання есмінець пройде технічне обслуговування.

## Характерні риси
На кожній стороні корпусу корабля міститься зображення валлійського дракона Y Ddraig Goch — національного символу Уельсу. Це єдиний корабель королівського флоту, що так прикрашений. Дракони були видалені під час ремонту 2011 року, але відновлені в 2016 році.